# غنيم الغنيم
غنيم بن عبد الله الغنيم اعلامي ممثل ومخرج سعودي شهير ولد في مدينة الرياض ، بدأ العمل الفني بالظهور على شاشات التلفزيون والتمثيل على خشبة المسرح أيضا ، يعمل في مجال الإعلام المحافظ

## المسلسلات
- غبار الهجير ج1
- غبار الهجير ج2
- ظل الجزيرة ج1
- ظل الجزيرة ج2 [1]
- مطبات 3
- مطبات 4
- الحقد الأبيض

## المسرحيات
- الضرس 1994

- تباشير 1997

- السكين 1999
- الرجل الذي غدا ملح 2000
- الخروج بالملابس الرسميه 2001
- أطفال الديجيتال 2002
- القبض على سابق ولاحق2003

- الوطواط الخراط 2005

- المكعب الزجاجي 2006

- دق فليفل يا كمون 2013
- هوامير الفقر 2013
- بالمقص 2014
- وقت الخراف 2015